# Anders Sandøe Ørsted (homme politique)
Pour les articles homonymes, voir Oersted et Anders Sandøe Ørsted.
Anders Sandøe Ørsted, né le 21 décembre 1778 et mort le 1er mai 1860, est un juriste et homme d'État danois. Il est Premier ministre du Danemark entre 1853 et 1854, en tant que leader du Cabinet Ørsted.

## Biographie

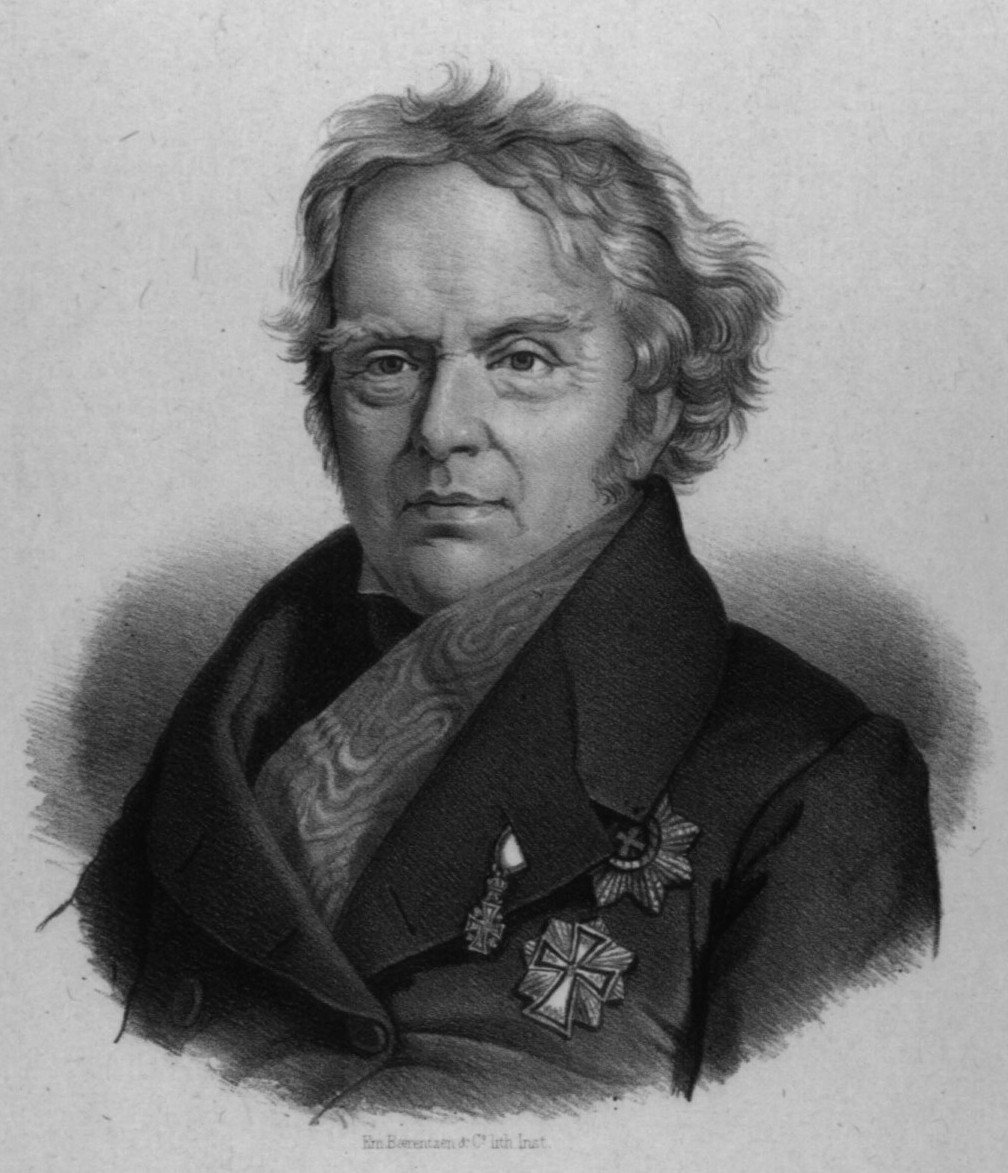
Anders Sandøe Ørsted (gravure)

Il est considéré comme l'un des juristes danois les plus importants de l'histoire juridique du XIXe siècle. Il est l'un des pionniers du lien entre la jurisprudence et la pratique et travaille, tant en tant que juge qu'en tant qu'auteur, à faire de la pratique une base de la législation. Il entre relativement tôt en lien avec l'administration de l'État et exerce la charge de procureur général entre 1825 et 1848.
Sa carrière politique est paradoxale. En tant que conseiller royal de la monarchie absolue, il a adopté des positions plutôt libérales et tolérantes et s'est rendu ainsi impopulaire auprès des éléments les plus conservateurs. Il devient toutefois de plus en plus conservateur au fur et à mesure que l'opposition libérale se renforce et il passe ensuite pour être un premier ministre des plus réactionnaires. Sa tentative de promulguer une constitution très conservatrice conduit à une coopération entre le roi et les libéraux et le force à démissionner. En 1855, accusé d'avoir violé la constitution, il est acquitté mais se retire de la vie publique.
Il est le frère du physicien Hans Christian Ørsted, et l'oncle du botaniste portant le même nom que lui, Anders Sandøe Ørsted.

## Sources
- (en) Cet article est partiellement ou en totalité issu de l’article de Wikipédia en anglais intitulé « Anders Sandøe Ørsted » (voir la liste des auteurs).

- Notices dans des dictionnaires ou encyclopédies généralistes :   - Dansk biografisk leksikon
  - Den Store Danske Encyklopædi
  - Deutsche Biographie
  - Nationalencyklopedin
  - Store norske leksikon
- Notices d'autorité :   - VIAF
  - ISNI
  - LCCN
  - GND
  - Pays-Bas
  - Israël
  - Norvège
  - WorldCat